# 霍米夫卡 (拉多梅什利區)
50°32′53″N 29°27′19″E / 50.54806°N 29.45528°E
霍米夫卡（烏克蘭語：Хомівка）是烏克蘭北部的村莊，隸屬日托米爾州的日托米爾區。該村處於比爾卡河畔，面積0.323平方公里，海拔高度144米，2001年人口66。